# Louis Fuzelier
Louis Fuzelier (Parigi, 1672 – Parigi, 19 settembre 1752) è stato un drammaturgo, librettista e poeta francese scrittore di goguette.

## Biografia
La vita di Louis Fuzelier è poco conosciuta. La sua data di nascita rimane controversa. I vecchi dizionari dicono che morì all'età di 80 anni nel 1752. Era probabilmente in contatto con figure importanti, come la duchesse du Maine e il cardinale Fleury. Esistono anche copie di lettere indirizzate a Madame de Pompadour. Nel 1731 rimase in carcere, accusato di essere l'autore di un epigramma offensivo verso diverse figure influenti del tempo.
Con oltre 240 pièce scritte da solo o in collaborazione con, tra gli altri, Lesage, Piron, d'Orneval, Pannard, Destouches), fu uno dei pochi autori del XVIII secolo a scrivere per tutti i teatri di Parigi: i Théâtre de la foire (sia al Théâtre national de l'Opéra-Comique che al teatro dei Burattini), al Théâtre de la comédie italienne, alla Comédie-Française e alla Royal Academy of Music. Fu anche autore di numerosi libretti d'opera, tra cui quello di Indes galantes, opéra-ballet di Jean-Philippe Rameau.
Iniziò la sua carriera di autore a la Foire nel 1701, con Thésée ou la Défaite des Amazones, e si ritirò dall'attività nel 1749 adopo l'opéra-ballet Le Carnaval du Parnasse.
Tra le sue opere, ci sono un gran numero di parodie, a volte parodiando persino i suoi stessi opuscoli. Così, nel 1723, dopo aver dato all'Opéra, la sua opera su musica di Colin de Blamont, Le feste greche e romane, ne fece una autoparodia La Rencontre des Opéras, pezzo non rappresentato, e poi Les Saturnales, pezzo anch'esso parodiato in Les Débris des Saturnales. Fu, insieme ai suoi contemporanei, l'abate Pellegrin e Delisle de La Drevetière, uno dei pochi autori ad aver praticato l'autoparodia.

## Opere

### Académie royale de musique
- Les Amours déguisés, balletto in un prologo e tre entrées, musica di Thomas-Louis Bourgeois (1713)
- Arion, tragedia in musica in un prologo e cinque atti, musica di Jean-Baptiste Matho (1714)
- Les Ages, balletto in un prologo e tre entrées, musica di André Campra (1718)
- Les Fêtes grecques et romaines, balletto eroico in un prologo e tre entrées, musica di François Colin de Blamont (1723)
- La Reine des Péris, commedia persiana in un prologo e cinque atti, musica di Jacques Aubert (1725)
- Les Amours des dieux, balletto eroico in un prologo e quattro entrées, musica di Jean-Joseph Mouret (1727)
- Les Amours des déesses, balletto eroico in un prologo e tre entrées, musica di Jean-Baptiste-Maurice Quinault (1729)
- Le Caprice d'Erato ou les Caractères de la musique, divertissement in un atto, musica di François Colin de Blamont (1730)
- Les Indes galantes, balletto eroico in un prologo e quattro entrées, musica di Jean-Philippe Rameau (1735)
- L'Ecole des amants, balletto in un prologo e tre entrées, musica di Jean-Baptiste Niel (1744)
- Le Carnaval du Parnasse, balletto eroico in un prologo e tre entrées, musica di Jean-Joseph Cassanéa de Mondonville (1749)

### Comédie-Française
- Cornélie Vestale, tragedia (1713)
- Momus fabuliste ou les Noces de Vulcain, commedia in un atto, musica di Jean-Baptiste-Maurice Quinault (1719)
- Les Amusements de l'automne, divertissement in un prologo e due atti (1725)
- Les Amazones modernes (con Marc-Antoine Legrand), commedia in tre atti (1727)
- Le Procès des sens, commedia in un atto (1732)

### Comédie Italienne
- La Mode, prologo, musica di Jean-Joseph Mouret (1718)
- L'Amour maître de langues, commedia, musica di Jean-Joseph Mouret (1718)
- La Fée Mélusine, commedia in tre atti, musica di Jean-Joseph Mouret (1718)
- La Rupture du Carnaval et de la Folie, parodia (1719)
- Hercule filant, parodia (1721)
- Les Noces de Gamache, commedia, musica di Jean-Joseph Mouret (1722)
- Le Vieux monde, ou Arlequin somnambule, commedia in un prologo e un atto, musica di Jean-Joseph Mouret (1722)
- Arlequin Persée, parodia (1722)
- Le Serdeau des théâtres, commedia in un atto (1723)
- La Parodie (1723)
- Les Saturnales, parodia (1723)
- Les Débris des Saturnales (1723)
- Amadis le cadet, parodia, musica di Jean-Joseph Mouret (1724)
- Momus exilé, ou les Terreurs paniques, parodia, musica di Jean-Joseph Mouret (1725)
- L'Italienne française (con Biancolelli e Romagnesi), commedia in un prologo e tre atti, musica di Jean-Joseph Mouret (1725)
- La Bague magique, commedia in un atto, musica di Jean-Joseph Mouret (1726)

### Théâtre de la Foire
- Thésée ou la Défaite des Amazones, divertissement intervallato da intermezzi comici (1701) Foire Saint-Laurent, Jeu des Victoires, Troupe de Bertrand
- Le Ravissement d'Hélène, le siège et l'embrasement de Troie (1705) Foire Saint-Germain, Troupe de Bertrand
- Arlequin et Scaramouche vendangeurs, divertissement (1710) Foire Saint-Laurent, Grand jeu du préau
- Apollon à la Foire, divertissement muet (1711) Foire Saint-Germain, Jeu de Paume d'Orléans
- Jupiter curieux impertinent, divertissement (1711) Foire Saint-Germain, Troupe d'Allard et Lalauze
- Scaramouche pédant, divertissement (1711) Foire Saint-Laurent, Troupe de Dolet et La Place
- Orphée ou Arlequin aux enfers, divertissement (1711) Foire Saint-Laurent, Troupe de Dolet et La Place
- Arlequin Enée ou la prise de Troie, commedia in un prologo e tre atti (1711) Foire Saint-Laurent, Grand jeu du préau, Pantomimes
- La Matrone d'Ephèse (1714) Foire Saint-Germain, Troupe de la Veuve Baron
- Arlequin défenseur d'Homère, pièce in un atto (1715) Foire Saint-Laurent
- Pierrot furieux ou Pierrot Roland, parodia (1717) Foire Saint-Germain, Jeu de Paume d'Orléans, Troupe de la Veuve Baron
- Les Animaux raisonnables (con Marc-Antoine Legrand), opéra-comique in un atto (1718) Foire Saint-Germain
- Arlequin Endymion (con Alain-René Lesage e Jacques-Philippe d'Orneval) (1721) Foire Saint-Germain, Troupe de Francisque
- L'Ombre du cocher poète (con Alain-René Lesage e Jacques-Philippe d'Orneval), prologo (1722) Foire Saint-Germain, Marionnettes
- Le Rémouleur d'amour (con Alain-René Lesage e Jacques-Philippe d'Orneval), pièce in un atto (1722), Foire Saint-Germain, Marionnettes
- Pierrot Romulus ou le Ravisseur poli (con Alain-René Lesage e Jacques-Philippe d'Orneval), parodia (1722), Foire Saint-Germain, Marionnettes
- Les Vacances du théâtr e, opéra-comique in un atto (1724) Foire Saint-Germain
- L'Audience du Temp s ou l'Occasion, prologue (1725) Foire Saint-Germain
- PIerrot Pierrette, opéra comique (1725) Foire Saint-Germain
- Les Quatre Mariamnes, opéra-comique (1725) Foire Saint-Germain
- La Réconciliation des sens, pièce in un atto (1732) Foire Saint-Laurent, Opéra-Comique
- L'Enfer galant, parodia (1729) Foire Saint-Laurent
- Le Trompeur trompé, parodia (1733) Foire Saint-Germain
- Polichinelle maître d'école, parodia (1744) Foire Saint-Laurent